# Zethus toltecus
Zethus toltecus (лат.) — вид одиночных ос рода Zethus из семейства Vespidae (Eumeninae), обитающий в Неотропике (от Мексики до Перу).

## Описание
Мелкие осы, длина около 1 см. Основная окраска чёрная с жёлтыми и оранжевыми отметинами. От близких видов отличается последним флагелломером усика, который в профиль крупнее срединного оцеллия; второй стернит со слегка выгнутым выступом в профиль. Средние голени самцов с 2 шпорами. Усики 12-члениковые у самок и 13-члениковые у самцов.
Включён в состав подрода Zethoides, где входит в видовую группу Zethus olmecus. В группу включают несколько видов, в том числе Z. chapadensis, Z. velezi, Z. nodosus и Z. utingensis, Z. notatus, Z. pygmaeus, Z. thoracicus и Z. peruvicus.